# LÉ Maev (02)
LÉ Maev (02) — корабль ВМС Ирландии, служивший с 1946 по 1970 год.

## История
Корвет типа «Флауэр», названный HMS Oxlip (K123), был построен для ВМС Великобритании в 1941 году. В 1946 году он был продан Ирландии и вошёл в состав её военно-морских сил, получив имя Maev, в честь Медб, королевы Коннахта.
В 1970 году корабль был выведен из состава флота, в 1972 году продан для разделки на металл.